# Clelia Matania
Clelia Matania (28 de marzo de 1918-14 de octubre de 1981) fue una actriz italiana.

## Biografía
Nacida en Londres, hija del pintor Fortunino Matania, Clelia asistió a la Real Academia de Arte Dramático y también cursó estudios de ballet, canto y música. Cuando su familia regresó a Italia, ingresó en la compañía de Teatro de las Artes dirigida por Anton Giulio Bragaglia. En la segunda mitad de los años 1930 y durante la guerra, Matania fue una de las jóvenes actrices de prosa más populares y solicitadas de Italia, luego, a partir de 1942, también protagonizó con cierto éxito varias obras. Su actividad escénica incluye trabajos con Totò, Eduardo De Filippo y la comedia musical Enrico '61, la cual también representó en Liverpool y en Londres.
Su carrera cinematográfica consiste principalmente en papeles secundarios. Dado su conocimiento del inglés, Matania también fue requerida a menudo para producciones internacionales ambientadas en Italia.
Estuvo casada con el pintor Guido Odierna.

## Filmografía seleccionada
- Melody of My Heart (1936)
- Night Ride (1937) - Lucia Spinelli
- Departure (1938) - Lolò
- Inventiamo l'amore (1938) - Elsa
- The Sons of the Marquis Lucera (1939) - Soave
- Naples Will Never Die (1939) - Rosinella
- Father For a Night (1939) - Luisa
- Follie del secolo (1939) - Margot
- The Silent Partner (1939)
- La compagnia della teppa (1941) - Carolina Agudio
- First Love (1941) - Silvia Redi
- La fuggitiva (1941) - Lia Coppi
- Honeymoon (1941) - Anna
- Se io fossi onesto (1942) - Paola Englesh
- A che servono questi quattrini? (1942) - Rachelina
- Perdizione (1942)
- After Casanova's Fashion (1942) - Maria Grazia
- Notte di fiamme (1942)
- Sempre più difficile (1943) - Cristina Turrisi
- L'ippocampo (1945) - Francesca
- Romulus and the Sabines (1945) - Rosina
- Il marito povero (1946) - Giulia
- Farewell, My Beautiful Naples (1946) - Yvonne de Fleurette
- L'isola del sogno (1947) - Carla
- Giudicatemi! (1948)
- Eleven Men and a Ball (1948) - Clelia
- Alarm Bells (1949) - Bianca
- Angelo tra la folla (1950)
- La Bisarca (1950) - Dolores Garcia
- Strano appuntamento (1950)
- Love and Blood (1951) - Gabriella
- Shadows Over Naples (1951) - Gabriela
- Seven Hours of Trouble (1951) - Angelina
- Quo Vadis (1951) - Parmenida
- Stasera sciopero (1951) - Marta
- Never Take No for an Answer (1951) - Sra. Strotti
- Cento piccole mamme (1952) - Directora Sampieri
- Toto and the Women (1952) - Cameriera
- I morti non pagano tasse (1952) - Sra. Vecchietti
- Terminal Station (1953)
- Man, Beast and Virtue (1953) - Grazia
- Easy Years (1953) - Rosina De Francesco
- Cavallina storna (1953)
- The Beach (1954) - Esposa de Albertocchi
- Guai ai vinti (1954) -Teresa
- Neapolitan Carousel (1955)
- Les Hussards (1955) - Mme Luppi
- I pinguini ci guardano (1956) - (vz)
- I giorni più belli (1956) - Sra. Valentini
- War and Peace (1956) - Mademoiselle Geoges
- Difendo il mio amore (1956) - Emma
- Wives and Obscurities (1956) - Sra. Zanarini
- Roland the Mighty (1956) - Nutrice
- Montecarlo (1956) - Sophia
- Mamma sconosciuta (1956) - Giuliana
- Cantando sotto le stelle (1956) - Fernando Pezzetti
- Seven Hills of Rome (1957) - Beatrice
- A Farewell to Arms (1957)
- Napoli, sole mio! (1958) - Margherita
- Ana de Brooklyn (Anna di Brooklyn), de Vittorio De Sica y Carlo Lastricati (1958) - Camillina
- La Fortuna Con L'effe Maiuscola (1959)
- Il Medico Dei Pazzi (1959)
- Rapina al quartiere Ovest (1960)
- La garçonnière (1960) - Angelina
- The Wastrel (1961) - Betsy
- Five Golden Hours (1961) - Rosalia
- Il carabiniere a cavallo (1961) - Madre de Letizia
- Nefertiti, Queen of the Nile (1961) - Penaba
- Pecado de amor (1961) - Sirvienta de Magda
- Escapade in Florence (1962) - Gisella
- The Battle of the Villa Fiorita (1965) - Celestina
- Perdono (1966) - Adelina
- Nessuno mi può giudicare (1966) - Adelina
- Chimera (1968) - Lina
- Barbagia (1969) - Madre de Graziano
- The Secret of Santa Vittoria (1969)
- Just Before Nightfall (1971) - Mme Masson
- Bequest to the Nation (1973) - Francesca
- Don't Look Now (1973) - Wendy[3]
- Le farò da padre (1974) - Elisa
- Vergine e di nome Maria (1975) - Anna
- Wanted: Babysitter (1975) - Vecina
- L'Italia s'è rotta (1976) - Madre de Peppe
- Bim Bum Bam (1981)